# برج قاهره
برج قاهره ([برج القاهرة] Error: {{Lang-xx}}: متن دارای نشانه‌گذاری ایتالیک است (راهنما)) برجی است با ۱۸۷ متر بلندا که در قاهره، پایتخت مصر قرار دارد. این سازه برای حدود ۵۰ سال بلندترین سازه مصر و شمال آفریقا بود. این سازه یکی از سمبل‌های امروزی شناخته‌شدهٔ شهر قاهره است و به عنوان دومین سمبل کشور مصر بعد از اهرام جیزه شناخته می‌شود. این برج در ناحیه جزیره (به گویش مصری: گزیره) در نزدیکی مرکز شهر قاهره قرار دارد.